# Consulat (histoire de France)
Pour les articles homonymes, voir consulat.
9 novembre 1799 – 18 mai 1804
(4 ans, 6 mois et 9 jours)
Entités précédentes :
- Directoire

Entités suivantes :
- Premier Empire

Le Consulat est un régime politique de la France depuis le coup d'État du 18 Brumaire (9 novembre 1799) jusqu'à la proclamation du Premier Empire le 18 mai 1804 par Napoléon Bonaparte. La Constitution de l'an VIII établit alors un régime autoritaire dirigé, en théorie, par trois consuls. Il est en réalité dirigé par le Premier consul, Napoléon Bonaparte, qui deviendra consul à vie en 1802. Le Consulat fait suite au régime du Directoire (1795-1799) et dure jusqu'à la fin de la Première République.

## Le Consulat provisoire

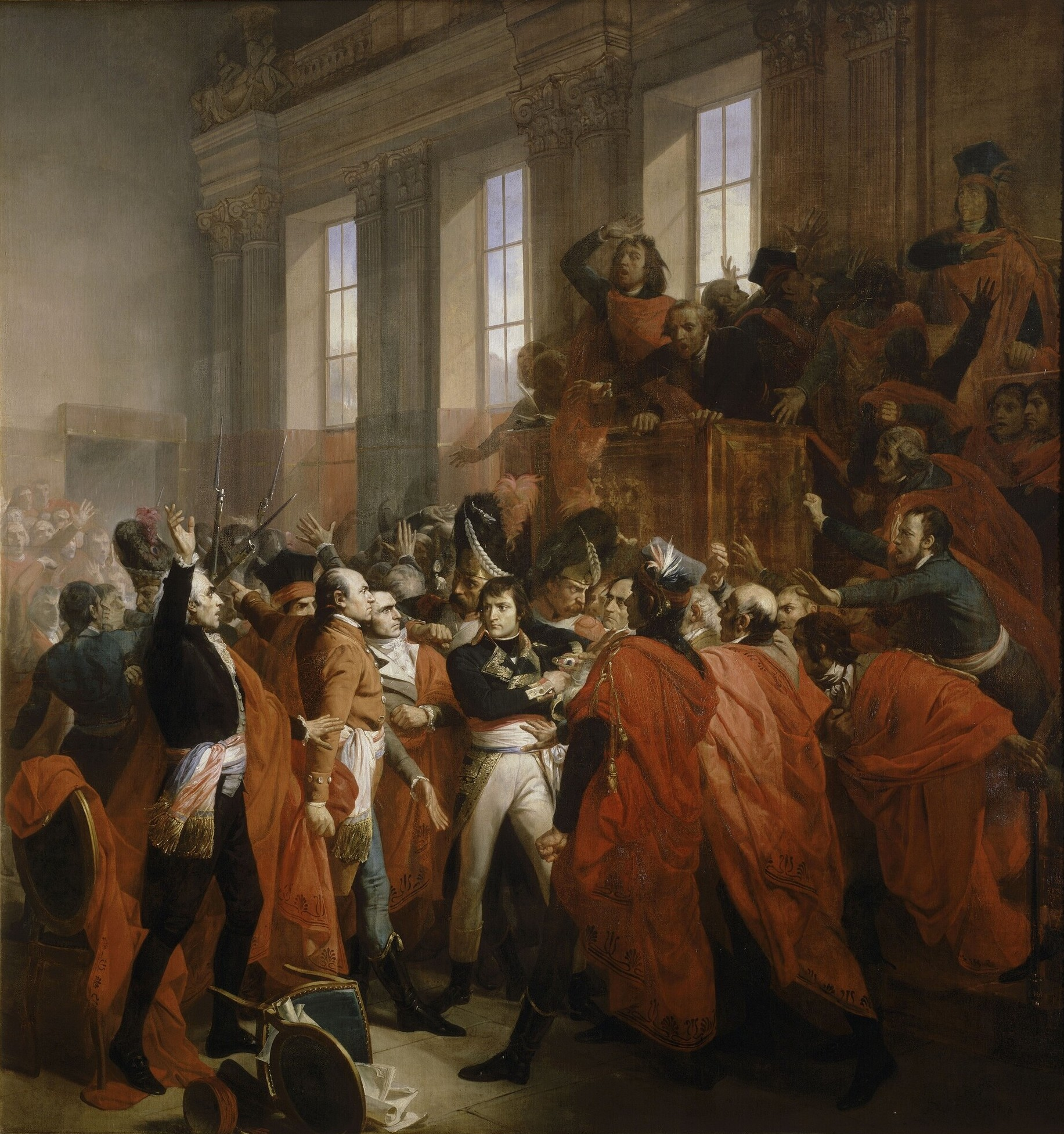
Orangerie du parc de Saint-Cloud, coup d'État des 18-. Le général Bonaparte au Conseil des Cinq-Cents, à Saint-Cloud, le 10 novembre 1799 par François Bouchot.

Après le coup d'État du 18 brumaire an VIII (9 novembre 1799), un consulat provisoire se met en place avec Bonaparte, Sieyès et Ducos. Les assemblées ont désigné chacune une commission pour les affaires judiciaires courantes et pour la préparation d'une nouvelle constitution, qui fut appliquée le 4 nivôse an VIII (26 décembre 1799).
Les idées de Sieyès imprègnent les projets. Après plusieurs années d'instabilité sous le Directoire, il s'agit avant tout de renforcer le pouvoir exécutif et de faciliter le fonctionnement du régime. De nombreuses séances ont lieu en novembre et début décembre. Bonaparte intervient pour accélérer les choses.
La Constitution de l'an VIII est rédigée par Daunou, qui a déjà rédigé la Constitution de l'an III. Daunou appartient au groupe des idéologues, des républicains libéraux hostiles au jacobinisme. La nouvelle constitution renforce l'exécutif et le pouvoir de représentation est confié aux seuls notables, même si le suffrage universel n'est pas officiellement aboli.
La Constitution de l'an VIII marque une rupture avec les constitutions précédentes. On n'y trouve aucune référence aux droits de l'homme ou à la défense des libertés. Elle est en plus beaucoup plus technique : elle définit les pouvoirs, et surtout les pouvoirs de l'homme fort du régime. La constitution apparaît comme taillée pour Bonaparte.
Napoléon est désigné comme Premier consul donc de fait à la tête de l'exécutif. Il a le pouvoir de nommer aux principales fonctions publiques et il a un certain pouvoir d'initiative en matière législative. De même, le Premier consul se retrouve doté de pouvoirs importants en diplomatie et en matière militaire. La constitution ne rompt cependant pas complètement avec la collégialité du Directoire, puisqu'il y a toujours trois consuls (bien que les deux derniers d'entre eux n'aient qu'un pouvoir consultatif).
Sur le plan institutionnel, il y a également des changements. Le Tribunat, composé de cent députés dont la fonction est de discuter des projets de loi et de donner leur avis, est institué, ainsi que le Corps législatif, composé de 300 membres qui votent les projets de loi sans les discuter. Le Conseil d'État doit préparer et rédiger les projets de loi. C'est une assemblée purement technique avec une cinquantaine de membres nommés par le Premier consul. Le Sénat conservateur est chargé de maintenir la constitution. C'est une assemblée composée de membres cooptés, ensuite nommés sur propositions des assemblées. Cette « assemblée des sages » va progressivement rédiger des textes législatifs, les sénatus-consultes.
Avant même la mise en place officielle du Consulat, le Premier consul prend, dès le lendemain du coup d'État, le 11 novembre 1799 (20 brumaire an VIII), une première décision importante : il nomme Martin Michel Charles Gaudin au poste particulièrement sensible de ministre des Finances. Celui-ci sera l'un de ses plus proches collaborateurs, tout au long du Consulat et de l'Empire, puisqu'il conservera ses fonctions sans interruption jusqu'au 1er avril 1814, puis à nouveau pendant les Cent-Jours, du 20 mars au 22 juin 1815.

## Les premiers pas du Consulat

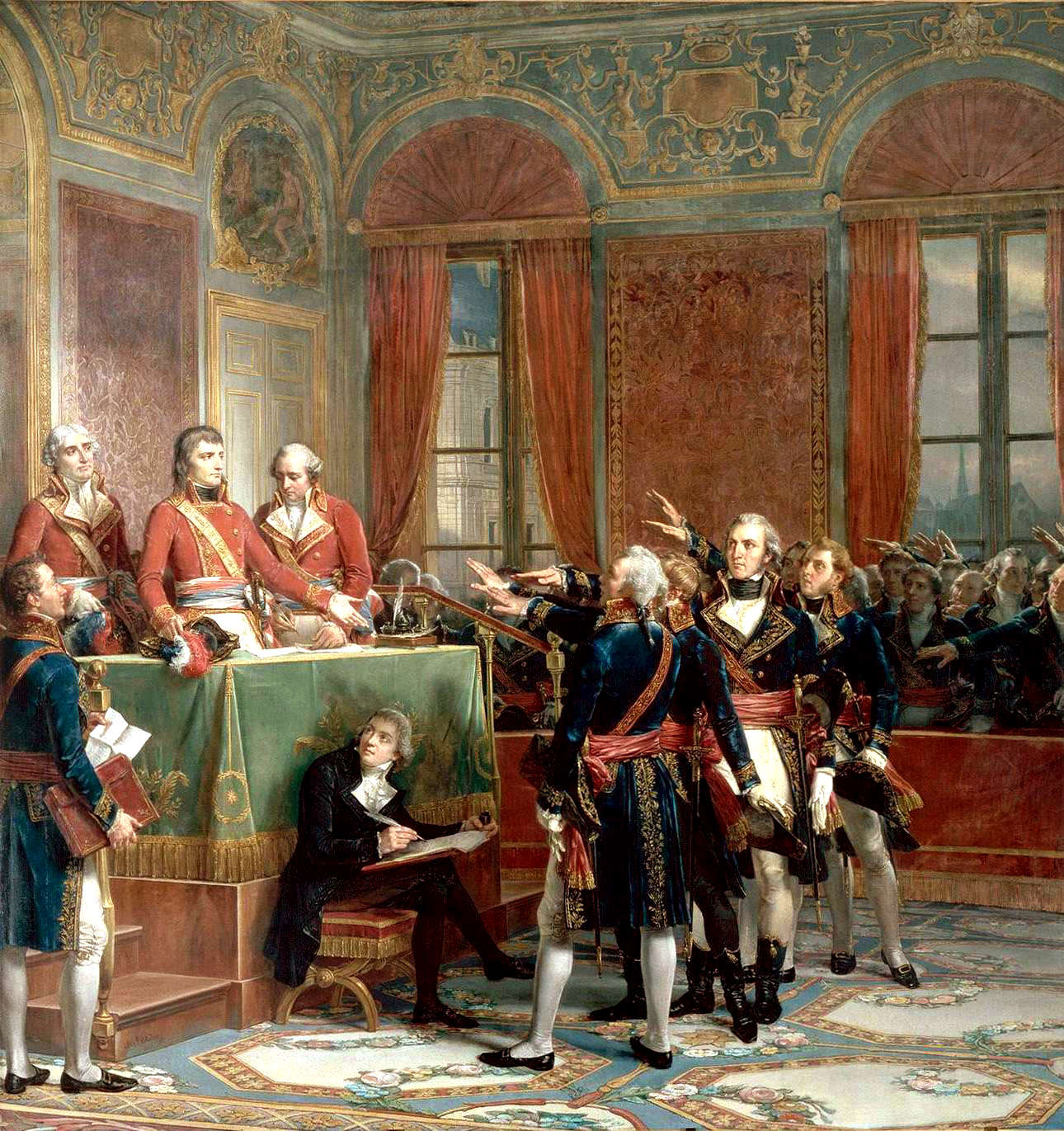
Les trois consuls : Cambacérès, Bonaparte, Lebrun recevant les serments des présidents. Installation du Conseil d'État au palais du Petit-Luxembourg, le 25 décembre 1799 par Auguste Couder.

Le Consulat est officiellement installé le 1er janvier 1800 (11 nivôse an VIII), après que le Premier consul, Napoléon Bonaparte, s'est adjoint le 13 décembre 1799 :
- un Deuxième consul, l'ancien député régicide Cambacérès ; député lors de la Convention, c'est un spécialiste en droit qui fut ministre de la Justice sous le Directoire ;
- un Troisième consul, Lebrun ; c'est un partisan de la monarchie modérée et un spécialiste des finances.

On remarque que Bonaparte s'entoure de deux hommes qui ont des sensibilités différentes dans un souci de réconciliation nationale.
Dans les rangs du Conseil d'État, on retrouve des proches de Bonaparte et le Sénat est présidé par Sieyès. Il coopte les sénateurs dans les jours qui suivent.
L'assemblée est assez mitigée à l'égard de Bonaparte. En l'absence de liste de notabilité, c'est le Sénat qui choisit les députés. On privilégie d'anciens révolutionnaires pour permettre une opposition face à Bonaparte. Au début de 1800, le Consulat est donc en place mais encore s'agit-il de trouver un rythme et mettre en œuvre une politique qui lui permette de durer.

## L'œuvre du Consulat

### La pacification de l'Ouest
À l'ouest du pays, l'état de guerre civile permanente causée par l'insurrection royaliste constitue un dossier prioritaire pour le nouveau gouvernement. La stratégie suivie pour ramener l'ordre conjugue l'usage de la force contre les insurgés extrémistes et le pardon pour les plus modérés. Dès le 13 novembre, l'abrogation de la loi sur les otages libère les familles des émigrés retenues en représailles, favorisant la division du camp contre-révolutionnaire. Sur le terrain, le général Hédouville obtient une suspension d'armes des royalistes le 23 novembre. En parallèle, les départements concernés sont mis « hors la Constitution » en janvier afin de laisser le champ libre à la répression immédiate de la dissidence. Bonaparte prépare une nouvelle campagne contre la chouannerie à partir du 25 janvier et publie une lettre menaçant les insurgés d'exécutions immédiates. Les chefs royalistes de la Loire se soumettent entre le 18 et le 20 janvier, tandis qu'en Bretagne, la violence de l'offensive républicaine convainc Georges Cadoudal de déposer les armes le 14 février. La campagne s'achève le 18 février en Normandie avec l'exécution du chef royaliste Frotté.
Fort de ce succès militaire, Bonaparte lance des ouvertures diplomatiques qui rallient au régime de nombreux notables royalistes, mais à l'occasion desquelles il se constitue un ennemi personnel en la personne de Cadoudal. Le 20 avril, les départements de l'Ouest sont réintégrés dans le cadre légal de l'État, marquant la fin de la guerre civile. Alliant action miliaire et négociations, le Consulat a réussi la pacification quasi-totale du territoire national.

### Rétablir la paix

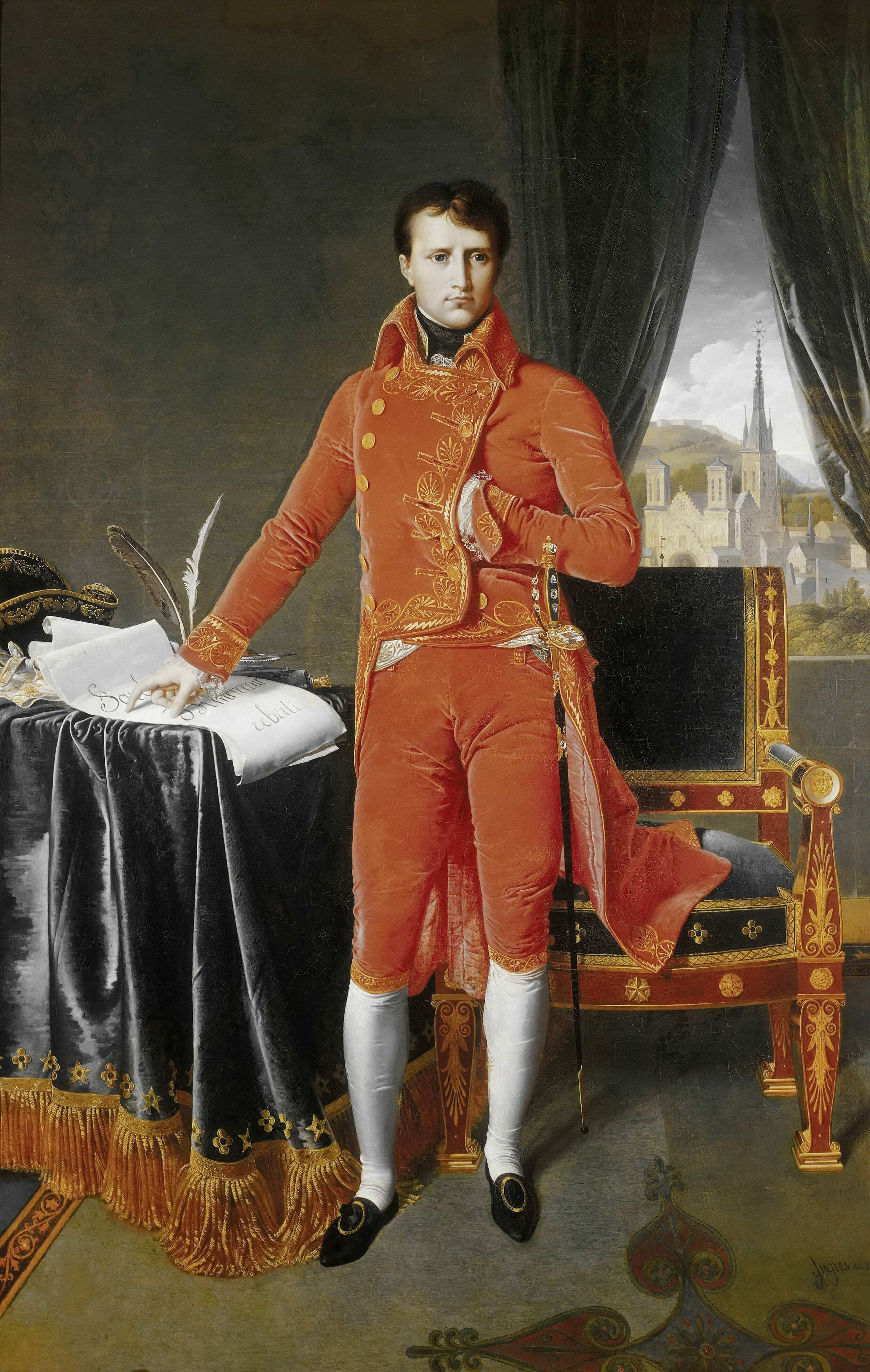
Bonaparte, Premier consul par Ingres, symbolise la réconciliation entre la République et les États pontificaux.

Dès le début du nouveau régime, Bonaparte affiche une volonté de réconcilier les partis, de mettre un terme aux divisions nées de la Révolution. Il invite le clergé à rentrer en France et il lui accorde la liberté de culte le 7 nivôse an VIII (29 décembre 1799). Napoléon supprime la loi des otages qui permettait d'emprisonner les membres de la famille d'un émigré et il est mis fin à la vente des biens nationaux. Il est également possible de se faire rayer des listes d'émigrés (si on était sur la liste, cela signifiait la perte des droits de citoyen). En 1802, Bonaparte va encore plus loin en accordant l'amnistie générale aux émigrés. Ces mesures de réconciliation préparent l'instauration de la paix civile.

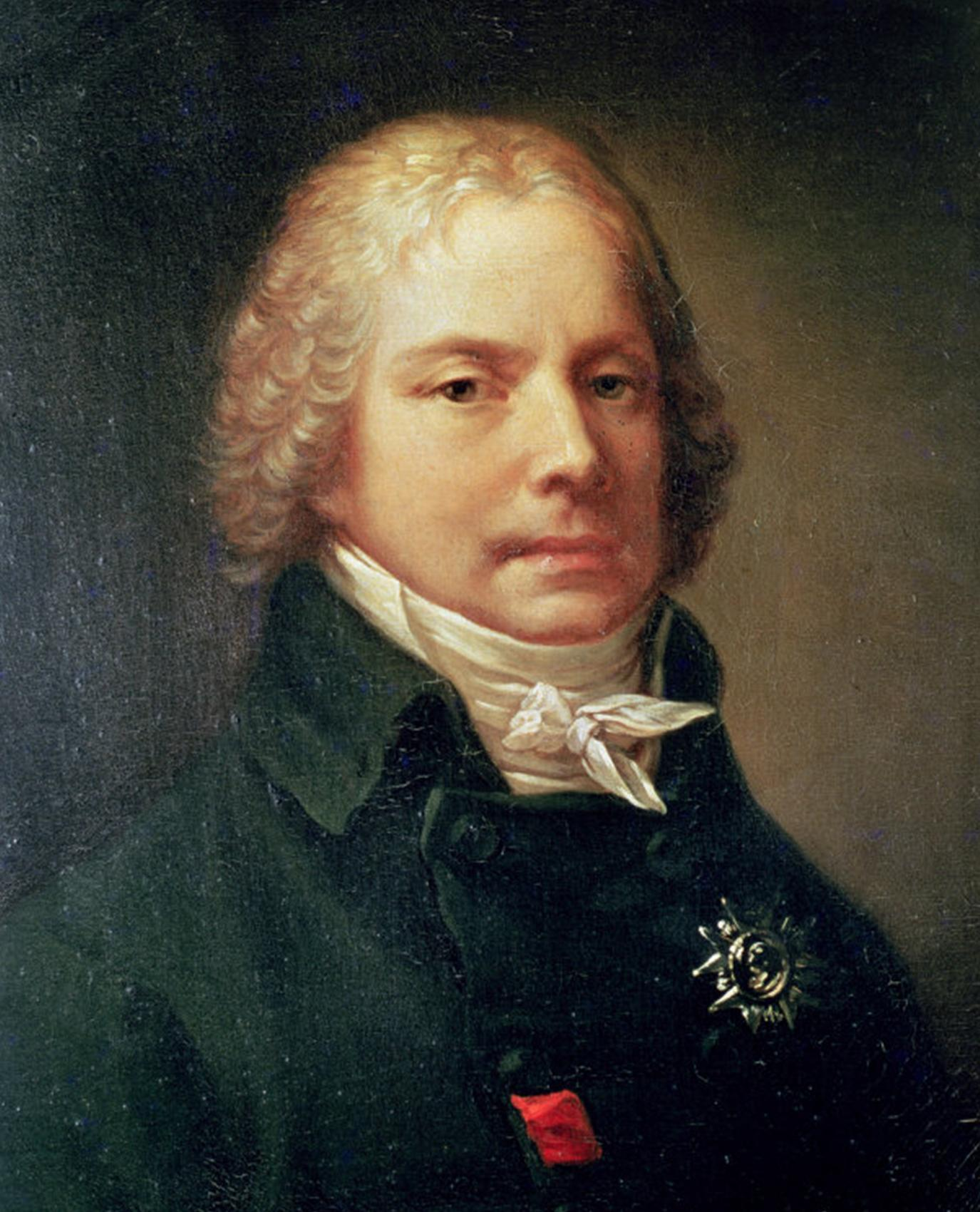
Charles-Maurice de Talleyrand-Périgord (1754-1838), par Pierre-Paul Prud'hon.

Durant toute la période du consulat, le ministre des Relations extérieures, Talleyrand, est le véritable second personnage du gouvernement. Visant à la création d'un régime pérenne et stable, il convainc Bonaparte d'adopter une politique extérieure débarrassée des excès de la Révolution et met en œuvre son modèle d'équilibre européen.
Au printemps, Bonaparte décide d'en finir également avec la guerre à l'extérieur. À ses yeux, le régime repose sur la paix qu'il va construire[réf. nécessaire], et donc il faut être victorieux. Les Autrichiens sont battus le 25 prairial an VIII (14 juin 1800) à Marengo par Bonaparte et le 12 frimaire an IX (3 décembre 1800) à Hohenlinden par Moreau. Le 20 pluviôse an IX (9 février 1801), Bonaparte conclut le traité de Lunéville avec l'Autriche qui abandonne ses droits sur le Nord et le Centre de l'Italie. Le 4 germinal an X (25 mars 1802, contresignée deux jours plus tard), la paix est également signée avec le Royaume-Uni par le traité d'Amiens.
Malgré la mise aux arrêts et le transfert en France du général de division Toussaint Louverture, l'expédition de Saint-Domingue est un échec. Le désengagement en Amérique du Nord se traduit par la vente de la Louisiane, consignée dans le traité franco-américain du 27 vendémiaire an XII (20 octobre 1803).
Pour pouvoir durer, le régime doit reposer sur un État solide et structuré dans lequel les citoyens ont confiance.
Tout d'abord, il faut rétablir les finances de l'État et la confiance que cet État suscite. Cela se fait par une réforme fiscale. Le Consulat hérite de quatre impôts directs du Directoire, dites les contributions directes ou quatre vieilles : la contribution foncière, la contribution mobilière, la patente et l'impôt sur les portes et fenêtres. Bien que ces impôts existent, l'État a du mal à les faire rentrer. La Caisse de garantie et d'amortissement est créée afin de gérer l’apurement de la dette. Pour financer la guerre et la marine, le Trésor public fait appel à des particuliers, par l'entremise des Négociants réunis. En 1802, le budget de la France est équilibré mais en 1803, une crise financière fait vaciller les finances publiques.
En janvier 1800, la Banque de France est créée. C'est une banque privée avec le soutien du gouvernement. Elle assure aux finances de l'État des avances en attente de la rentrée des impôts ce qui renforce le crédit de l'État. Avec la réforme monétaire du 27 mars 1803, elle obtient le monopole d'émission des billets. Le franc germinal est fixé sur la valeur d'or en réserve que détient la Banque de France. Elle devient l'une des plus grandes banques d'Europe.
C'est également grâce à cette constitution qu'a été créée la Cour des comptes.
La loi du 28 pluviôse an VIII (17 février 1800) porte sur l'administration locale. Le point le plus important de cette loi est la création des préfets. Elle conserve les départements hérités de la Révolution mais elle redécoupe les divisions intérieures. Les districts deviennent des arrondissements, la commune est définie et le canton créé. À chaque niveau on trouve un fonctionnaire public (nommé) ainsi qu'une assemblée consultative (élue).
La justice est un des piliers du nouvel État qui devient de plus en plus autoritaire. Le Consulat ne remet cependant pas en cause l'égalité de tous devant la justice, qui est rendue au nom du peuple. Les juges sont élus par les citoyens et il existe également des jurys populaires. En mars 1800, Bonaparte procède à une réforme judiciaire qui fait en sorte que seuls les juges de paix sont élus (causes mineures, ressort limité au canton). La justice repose désormais sur des magistrats professionnels, en principe inamovibles. On assiste à la création du Conseil d'État.
Le ministère de la Police est confié à Fouché. La police fait à la fois du renseignement (état de l'opinion de la population) et préserve l'ordre.
Le 13 avril 1801, le Piémont est réuni de facto à la France, garantissant le contrôle de ses richesses agricoles. La région transalpine est officiellement annexée par le sénatus-consulte du 11 septembre 1802 et divisée en cinq nouveaux départements.

### L'encadrement de la société
Bonaparte souhaite codifier les règles de la société, reconstruire un lien social après la destruction de la société d'ordres de l'Ancien Régime. Le Code civil français, envisagé dès la Révolution, est terminé en 1804. Il s'agit de faire une synthèse entre les droits différents de l'Ancien Régime et des droits révolutionnaires pour unifier le pays. Le texte est profondément empreint de laïcité pour le rendre acceptable à tous les Français[réf. nécessaire].
En même temps, Napoléon envisage un encadrement religieux. La religion est considérée comme un élément de stabilisation de la société, un ciment social. Dès son arrivée au pouvoir, Napoléon s'occupe de la pacification religieuse. Même s'il a pu envisager une religion civile (comme le culte décadaire par exemple), il préfère s'appuyer sur les religions existantes. La religion dominante en France est le catholicisme. En 1800, l'Église catholique française est profondément divisée entre une église réfractaire dominante et une église constitutionnelle. Les négociations avec le pape Pie VII débouchent sur le concordat de 1801. Cet accord permet dès 1802 de réorganiser l'église dans le cadre de soixante diocèses avec de nouveaux évêques et un clergé fonctionnarisé. Les évêques sont nommés par le chef d'État et reçoivent leur investiture canonique du pape. Les prêtres catholiques sont nommés et rémunérés par l'État. Le clergé a pour fonction d'assurer la paix, la cohésion sociale et le respect des lois, par exemple en faisant prier pour des succès de l'armée napoléonienne.
La société napoléonienne est une société hiérarchisée non en fonction des ordres mais en fonction de la fortune et de la notabilité. Il y a une dualité entre une élite (environ 100 000 personnes), les citoyens les plus riches, et le reste qui fait l'essentiel de la population. Sur cette base se construit l'édifice politique. Des listes de notabilité sont établies dans chaque département, contenant les 600 contribuables les plus imposés, donc les plus riches. Ces listes servent pour la désignation aux diverses fonctions jusqu'à la composition des assemblées. C'est un vivier dans lequel l'État puise pour ses fonctionnaires, ses représentants de l'État. Cette société de notables est un prélude à la noblesse d'Empire.

## La mise au pas de l'opposition
En 1802, le pouvoir législatif s'est complètement éteint et le Consulat verse dans l'autoritarisme faisant peu de place aux oppositions.

### L'éradication des oppositions jacobine et royaliste
Hostiles au coup d'État du 18 Brumaire, les jacobins souhaitent mettre Bonaparte hors-la-loi. Mais ils se trouvent parmi les premières victimes de la réaction qui succède au coup d'État. Bonaparte prend un certain nombre de mesures pour écarter de la vie politique les opposants les plus farouches. Il fait publier une liste de 34 députés qui sont bannis, 19 étant emprisonnés. L'ensemble du mouvement jacobin est contrôlé par la police, mais en même temps, Bonaparte cherche à se rallier le maximum d'entre eux. Il se présente comme l'héritier des principes de la Révolution. Malgré ces mesures, l'opposition persiste encore quelques mois, notamment dans la presse. En janvier 1800, Bonaparte fait supprimer une soixantaine de journaux. La menace jacobine est en effet réelle, comme en témoignent plusieurs projets et conspirations contre le Premier consul. Entre 1801 et 1802, Bonaparte réussit à réduire à néant l'opposition jacobine.
À la fin du Directoire, les royalistes ont réorganisé leurs réseaux. L'Ouest et le Sud-Ouest sont des régions fortement monarchistes. Dans un premier temps, les royalistes hésitent sur l'attitude à tenir. Dès fin 1799, Bonaparte a engagé des pourparlers avec les royalistes, dont Hyde de Neuville, pour mettre un terme à la Chouannerie. Certains monarchistes espèrent pouvoir retourner Bonaparte pour restaurer la monarchie, en faisant de lui un intermède pour rétablir Louis XVIII. Le 20 février 1800, Louis XVIII lui-même écrit à Napoléon pour lui demander de se retirer en sa faveur. Napoléon, entre-temps chef d'État consolidé dans son pouvoir, repousse cette offre. Du coup, l'attitude des royalistes change : ils tentent alors d'éliminer Bonaparte. Après quelques actions spectaculaires, dont l'enlèvement du sénateur Clément de Ris en septembre 1800, les royalistes sont eux aussi surveillés par la police. Cette surveillance s'est encore accrue après la découverte par Fouché d'un complot royaliste visant la personne du premier consul, c'est l'Attentat de la rue Saint-Nicaise le soir de Noël du 3 nivôse an IX (24 décembre 1800). L'identification rapide des terroristes et leur exécution éclair renforce l'emprise de Napoléon sur la police et la répression des milieux tant royalistes que jacobins, étant les premiers suspects du complot.
Bien que cette répression ait été sévère, les deux mouvements subsistent. Les royalistes ont une base arrière : le Royaume-Uni, où se sont réfugiés la plupart des émigrés royalistes.

### La lutte contre l'opposition libérale
Une opposition libérale se forme avec des personnes qui ont soutenu Bonaparte à ses débuts. La plupart ont approuvé le 18 Brumaire et le rétablissement de l'ordre, mais restent attachés aux principes de 1789 et ne veulent pas d'un régime plus autoritaire. Benjamin Constant, un libéral, prend la tête de l'opposition, dont il est le porte-parole jusqu'en 1802. Il proteste contre les atteintes à la liberté. Surtout, les tribunaux spéciaux, privés de jury populaire, apparaissent aux idéologues comme une atteinte à la justice, rendue « au nom du peuple ». Il ne faut cependant pas exagérer l'opposition de 1800–1802, car elle ne réussit à faire entendre sa voix qu'à de très rares reprises. Par exemple, elle fait échouer un premier projet de code civil en 1801 qui lui apparaît comme trop conservateur. On constate également des manifestations contre le concordat de 1801. Une véritable campagne est menée, notamment dans la presse libérale (La Décade philosophique, journal des idéologues). Cent dix députés s'opposent à l'adoption de la loi du 19 mai 1802 qui crée la Légion d'honneur, en refusant une dignité qui paraît renouer avec les ordres de l'Ancien Régime.
En 1802, Bonaparte prend en main les assemblées. Il est fondamentalement hostile au parlementarisme. Début 1802, il prend la décision d'épurer les assemblées. Un cinquième des tribuns sont éliminés, dont Benjamin Constant. On fait entrer des députés fidèles au régime, comme Lucien Bonaparte, le frère de Napoléon. Cette épuration contribue à amoindrir l'opposition politique et est accentuée par un nouveau règlement pour le Tribunat : celui-ci est divisé en trois sections et ne siège plus en séance plénière ; il devient une simple assemblée technique et le débat public cesse.
Par la loi du 20 mai 1802, l'esclavage colonial, aboli législativement en 1794, est maintenu dans les colonies où il se pratique encore (Martinique, Sainte-Lucie et Tobago). Puis, par les arrêtés consulaire des 16 juillet et 7 décembre 1802, l'esclavage est rétabli en Guadeloupe et en Guyane.

### Le contrôle des Lumières
Institué en 1795 par la République en remplacement des anciennes académies royales, l'Institut de France — « chargé de recueillir les découvertes et de perfectionner les arts et les sciences » — jouit d'un grand prestige au sein de la population éduquée. Bonaparte en a lui-même été élu membre au sein de la section des arts mécaniques en 1797, et devenu consul, il assiste à la séance du 12 novembre 1799.
Si les membres de l'Institut accordent tout d'abord leur soutien au nouveau régime, au fil du temps, cette adhésion s'amenuise. Les voix les plus critiques proviennent de la classe des sciences morales et politiques, dominée par le courant des idéologues — dont Bonaparte s'est toujours méfié —, courant qui voit d'un mauvais œil la signature du Concordat avec le pape en 1801.
Par arrêté consulaire du 3 pluviôse an XI (23 janvier 1803), le Premier consul décide alors de réorganiser l'Institut en quatre classes : sciences physiques et mathématiques, langue et littérature française, histoire et littérature anciennes, beaux-arts. Non sans arrière-pensée, l'ancienne classe des sciences morales et politiques est dissoute dans les quatre nouvelles. Au-delà de cette date, les relations de Bonaparte avec l'Institut seront moins bonnes et il n'assistera plus à aucune séance. En 1805, l'Institut qui résidait au Louvre est transféré au collège des Quatre-Nations.

### La restriction des libertés publiques
Le Consulat conserve le ministère de la Police entre les mains de Fouché. Celui-ci exerce sur le pays une emprise facilitée par diverses opérations organisées contre le brigandage et l'insécurité. Un véritable système policier se met en place. Pour contrôler les opposants, on procède à des arrestations préventives, comme celle du marquis de Sade. La liberté d'expression, de circulation et de réunion sont limitées.

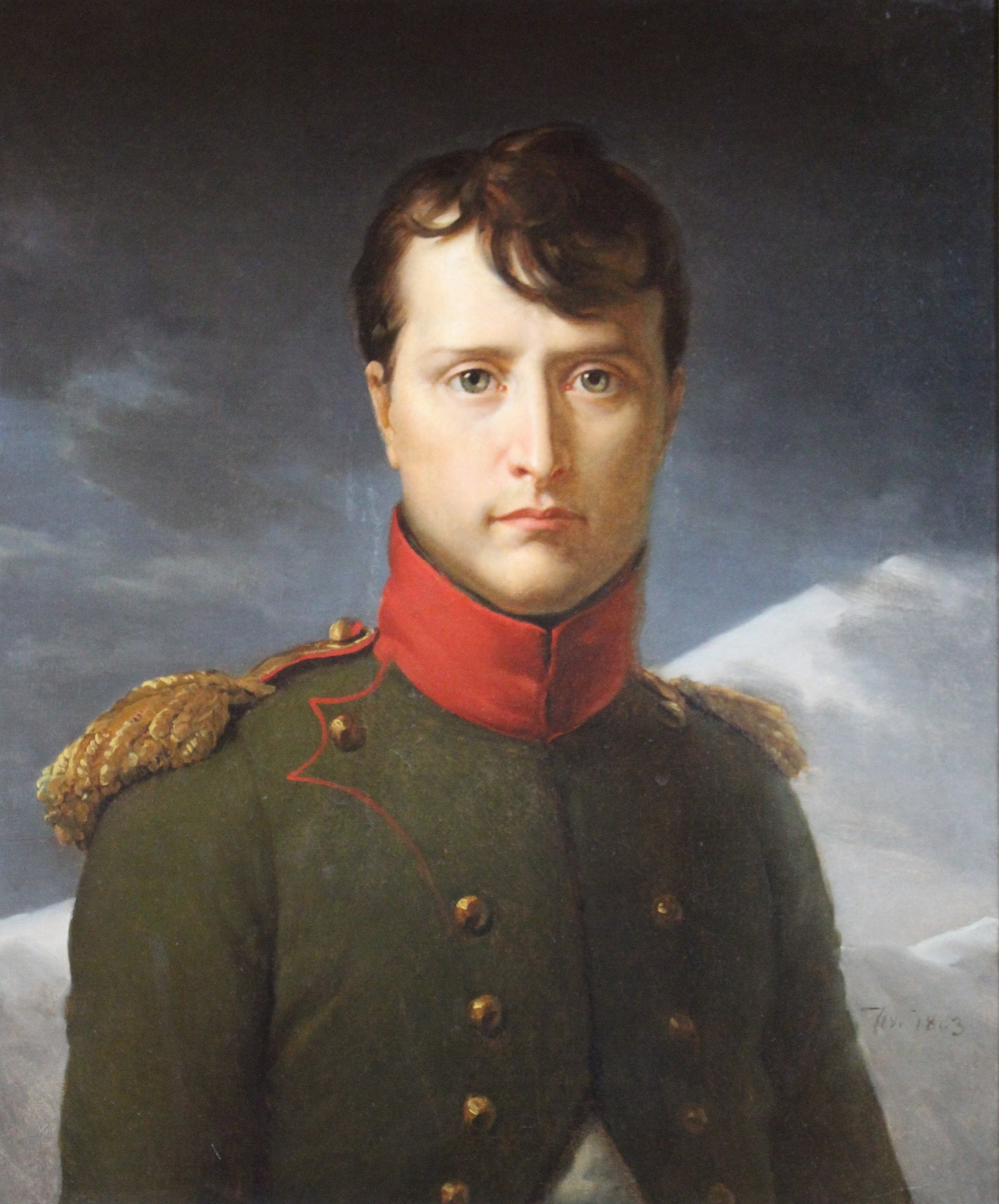
Bonaparte en 1803, par François Gérard.

## Vers l’Empire
La constitution de l’an VIII octroyait à Napoléon Bonaparte le pouvoir pour dix ans. En 1802, Bonaparte a incontestablement affermi son pouvoir sur le pays. Il a éradiqué l’opposition extérieure et intérieure. La prolongation de son pouvoir en 1802 n’émane pas de sa propre initiative. Il fait intervenir le Tribunat. Le Sénat suggère d’abord une prolongation pour 10 ans, au lieu de passer au consulat à vie (12 mai). Bonaparte impose alors le vote d’un sénatus-consulte qui prévoit que désormais le Premier consul est un « consul à vie ». En plus, il obtient un droit de regard sur son successeur. C’est une première étape vers un régime au sein duquel le chef d’État peut se reproduire. Ce plébiscite est accepté par le peuple, puis par sénatus-consulte.
La constitution de l’an X modifie la composition du Tribunat en réduisant ses membres de cent à cinquante. Cela amenuise encore un peu plus le pouvoir des assemblées, tandis que celui du Sénat s’accroît sur le plan législatif.
Dès février 1800, Napoléon réside aux Tuileries où progressivement il installe une cour qui ne cesse de se développer, surtout après 1802. Après le Concordat, Napoléon réinstalle une chapelle aux Tuileries et assiste à la messe tous les dimanches. Depuis 1802, il renforce encore plus cette identification avec les rois d’Ancien Régime. De la même façon, il voyage dans les provinces, ce qui rappelle le cérémoniel des visites royales de ses prédécesseurs. On remarque chez Bonaparte la volonté d'affirmer l’État dans un pays qui depuis dix ans souffre d'un déficit d'image de ses dirigeants.
Le consulat à vie s'achève le 18 mai 1804 par la proclamation de l’Empire.